# Serramazzoni
Serramazzoni é uma comuna italiana da região da Emília-Romanha, província de Modena, com cerca de 6.337 habitantes. Estende-se por uma área de 93 km², tendo uma densidade populacional de 68 hab/km². Faz fronteira com Fiorano Modenese, Maranello, Marano sul Panaro, Pavullo nel Frignano, Polinago, Prignano sulla Secchia, Sassuolo.

## Demografia
| Variação demográfica do município entre 1861 e 2011                               |
|                                                                                   |
| Fonte: Istituto Nazionale di Statistica (ISTAT) - Elaboração gráfica da Wikipedia |